# Słobodka-Iwanowka
Słobodka-Iwanowka (ros. Слободка-Ивановка) – wieś (ros. деревня, trb. dieriewnia) w zachodniej Rosji, w sielsowiecie studienokskim rejonu rylskiego w obwodzie kurskim.

## Geografia
Miejscowość położona jest w pobliżu źródła rzeki Studienok (prawy dopływ Obiesty), 3 km od centrum administracyjnego sielsowietu studienokskiego (Studienok), 24,5 km od centrum administracyjnego rejonu (Rylsk), 131 km od Kurska.

## Demografia
W 2010 r. miejscowość zamieszkiwało 58 osób.